# Абан (река)
А́бан — река в Красноярском крае России. Правый приток реки Усолки (бассейн Ангары).
Длина реки — 151 км. Площадь бассейна — 1970 км².
На реке расположены населённые пункты: Сенное, Петропавловка, Абан, Воробьёвка, Никольск, Суздалево, Самойловка.

## Притоки
(км от устья)
- Дощеной (пр)
- Ваняшинка (пр)
- 28 км: Чуначик (лв)
- 35 км: Налим (лв)
- 49 км: Ширгашет (пр)
- 61 км: Ломовая (пр)
- 76 км: Мана (лв)
- 84 км: Пинтишет (пр)
- Киска (пр)
- 109 км: Канарайчик (пр)
- 124 км: Татанчик (лв)
- 131 км: река без названия (пр)
- Захаровка (лв)
- 137 км: Михайловка (лв)